# Rotruda
Rotruda (a veces Hruodrud) (775-6 de junio de 810) fue la segunda hija de Carlomagno de su matrimonio con Hildegarda de Vinzgouw.

## Primeros años
Quedan pocos documentos de los primeros años de la princesa Rotruda. Fue educada en la Escuela Palatina de Alcuino, quien afectuosamente la llamaba Columba en sus cartas. Cuando tenía seis años de edad su padre la prometió con Constantino VI de Bizancio, cuya madre Irene gobernaba como regente. Los griegos la llamaron Erythro y enviaron a un monje llamado Eliseo para enseñarle el idioma y las costumbres griegos. Sin embargo, la alianza se rompió en 786 cuando ella tenía once años de edad y la madre de Constantino, Irene, rompió el compromiso en el año 788.
Tuvo una relación con Rorgo de Rennes y tuvo un hijo con él, Luis, abad de Saint-Denis (800-9 de enero de 867). Nunca se casó.

## Vida posterior
Rotruda al final ingresó en un convento, uniéndose a su tía Gisela, abadesa de Chelles. Las dos mujeres escribieron una carta a Alcuino de York, quien por entonces estaba en Tours, pidiéndole que escribiera un comentario explicando el Evangelio según san Juan. Esto dio como resultado que Alcuino produjera sus Commentaria in Iohannem Evangelistam en siete libros, un compañero más accesible al evangelio que el enorme y complejo Tractatus de San Agustín sobre San Juan. Los comentaristas han datado esta carta en la primavera del año 800, cuatro años antes de la muerte de Alcuino y diez antes de la de Rotruda.
En perspectivas contemporáneas de la historia, la mayor parte de los eruditos diferencian entre las dos fases de la vida de Rotruda. Las historias políticas de su padre Carlomagno hablan de ella como una princesa que era potencialmente un peón y una mujer de moral cuestionable, mientras que las historias religiosas tratan de ella como la segunda monja en la carta de Chelles.

## Ascendencia
|  |                           |  |  |  |  |  |  |  |  |  |  |  |  |  |  |  |
|  | 16. Pipino de Heristal    |  |  |  |  |  |  |  |  |  |  |  |  |  |  |  |
|  |                           |  |  |  |  |  |  |  |  |  |  |  |  |  |  |  |
|  |                           |  |  |  |  |  |  |  |  |  |  |  |  |  |  |  |
|  | 8. Carlos Martel          |  |  |  |  |  |  |  |  |  |  |  |  |  |  |  |
|  |                           |  |  |  |  |  |  |  |  |  |  |  |  |  |  |  |
|  |                           |  |  |  |  |  |  |  |  |  |  |  |  |  |  |  |
|  | 17. Alpaida               |  |  |  |  |  |  |  |  |  |  |  |  |  |  |  |
|  |                           |  |  |  |  |  |  |  |  |  |  |  |  |  |  |  |
|  |                           |  |  |  |  |  |  |  |  |  |  |  |  |  |  |  |
|  | 4. Pipino el Breve        |  |  |  |  |  |  |  |  |  |  |  |  |  |  |  |
|  |                           |  |  |  |  |  |  |  |  |  |  |  |  |  |  |  |
|  |                           |  |  |  |  |  |  |  |  |  |  |  |  |  |  |  |
|  | 9. Rotruda                |  |  |  |  |  |  |  |  |  |  |  |  |  |  |  |
|  |                           |  |  |  |  |  |  |  |  |  |  |  |  |  |  |  |
|  |                           |  |  |  |  |  |  |  |  |  |  |  |  |  |  |  |
|  | 2. Carlomagno             |  |  |  |  |  |  |  |  |  |  |  |  |  |  |  |
|  |                           |  |  |  |  |  |  |  |  |  |  |  |  |  |  |  |
|  |                           |  |  |  |  |  |  |  |  |  |  |  |  |  |  |  |
|  | 10. Cariberte de Laón     |  |  |  |  |  |  |  |  |  |  |  |  |  |  |  |
|  |                           |  |  |  |  |  |  |  |  |  |  |  |  |  |  |  |
|  |                           |  |  |  |  |  |  |  |  |  |  |  |  |  |  |  |
|  | 21. Bertrada de Prüm      |  |  |  |  |  |  |  |  |  |  |  |  |  |  |  |
|  |                           |  |  |  |  |  |  |  |  |  |  |  |  |  |  |  |
|  |                           |  |  |  |  |  |  |  |  |  |  |  |  |  |  |  |
|  | 5. Bertrada de Laon       |  |  |  |  |  |  |  |  |  |  |  |  |  |  |  |
|  |                           |  |  |  |  |  |  |  |  |  |  |  |  |  |  |  |
|  |                           |  |  |  |  |  |  |  |  |  |  |  |  |  |  |  |
|  | 1. Rotruda                |  |  |  |  |  |  |  |  |  |  |  |  |  |  |  |
|  |                           |  |  |  |  |  |  |  |  |  |  |  |  |  |  |  |
|  |                           |  |  |  |  |  |  |  |  |  |  |  |  |  |  |  |
|  | 6. Gerold von Anglachgau  |  |  |  |  |  |  |  |  |  |  |  |  |  |  |  |
|  |                           |  |  |  |  |  |  |  |  |  |  |  |  |  |  |  |
|  |                           |  |  |  |  |  |  |  |  |  |  |  |  |  |  |  |
|  | 3. Hildegarda de Vinzgouw |  |  |  |  |  |  |  |  |  |  |  |  |  |  |  |
|  |                           |  |  |  |  |  |  |  |  |  |  |  |  |  |  |  |
|  |                           |  |  |  |  |  |  |  |  |  |  |  |  |  |  |  |
|  | 28. Huoching              |  |  |  |  |  |  |  |  |  |  |  |  |  |  |  |
|  |                           |  |  |  |  |  |  |  |  |  |  |  |  |  |  |  |
|  |                           |  |  |  |  |  |  |  |  |  |  |  |  |  |  |  |
|  | 14. Hnabi de Alamannia    |  |  |  |  |  |  |  |  |  |  |  |  |  |  |  |
|  |                           |  |  |  |  |  |  |  |  |  |  |  |  |  |  |  |
|  |                           |  |  |  |  |  |  |  |  |  |  |  |  |  |  |  |
|  | 7. Emma de Alamannia      |  |  |  |  |  |  |  |  |  |  |  |  |  |  |  |
|  |                           |  |  |  |  |  |  |  |  |  |  |  |  |  |  |  |
|  |                           |  |  |  |  |  |  |  |  |  |  |  |  |  |  |  |